# Gustave Swinnen
Gustavus (Gustave) Swinnen (Antwerpen, 31 augustus 1846 - Tienen, 24 februari 1920) was een Belgisch politicus voor de Liberale Partij.

## Levensloop
Voor de liberalen werd Swinnen verkozen tot gemeenteraadslid van Tienen, waar hij van 19 september 1905 tot 21 maart 1910 burgemeester was. Bovendien zetelde hij van 1918 tot aan zijn dood in 1920 in de Belgische Senaat voor het arrondissement Leuven.
Swinnen was beroepshalve notaris.